# Mälarbanan

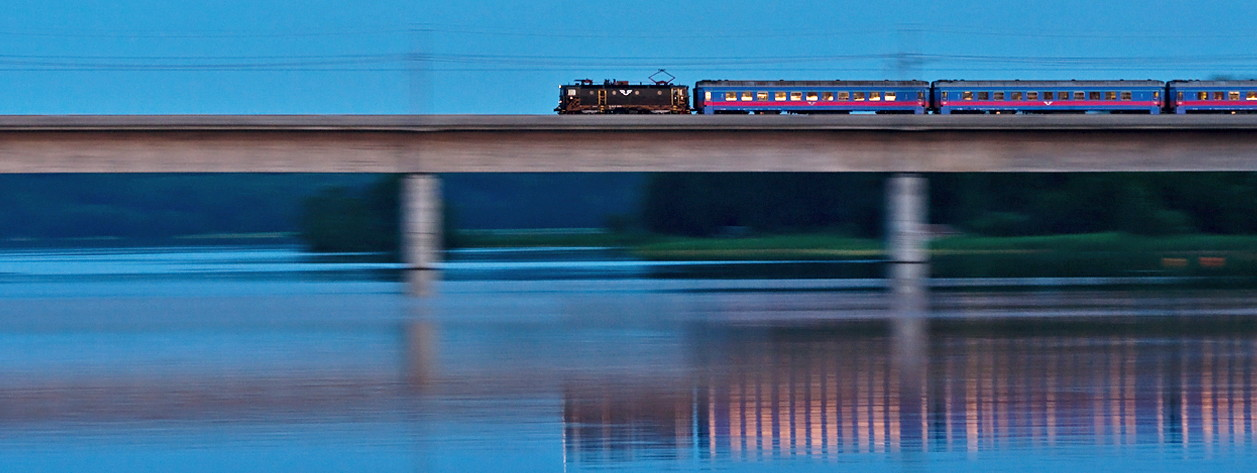
Ekolsundsbron med ett Intercitytåg.

Mälarbanan är den järnväg som går norr om Mälaren från Stockholm C via Västerås C till Hovsta norr om Örebro C. Den anslutande sträckan Jädersbruk–Frövi station räknas också till Mälarbanan. Dubbelspår finns på sträckorna Stockholm C–Kolbäck, Valskogs station–Arboga station, Ökna–Alväng samt Frövi station–Hovsta–Örebro. Delsträckan Spånga–Kallhäll i nordvästra Stockholm är fyrspårig och även delsträckan Tomteboda–Spånga planeras byggas ut till fyrspår. Övriga sträckor är enkelspåriga.

## Historia
Det som idag kallas Mälarbanan bestod ursprungligen av flera enskilda järnvägar, med undantag av den nybyggda sträckan mellan Arboga och Örebro (Jädersbruk–Hovsta).
1876 färdigställdes sträckan Tomteboda–Tillberga (norr om Västerås)–Köping av bolaget Stockholm–Västerås–Bergslagens Järnvägar (SWB). SWB förstatligades 1945.
Delen Köping–Arboga invigdes 1867 som Arboga–Köpings Järnväg. Sträckan Arboga–Frövi–Örebro byggdes klar redan 1857 av Köping–Hults Järnväg. Hela sträckan mellan Köping och Frövi kom 1897 att tillhöra TGOJ, vars banor införlivades med det statliga järnvägsnätet 1989. Det genande avsnittet mellan Jädersbruk och Hovsta färdigställdes 1997 av Banverket.
Under perioden 1990–2001 byggdes Mälarbanan om till dubbelspår i en rakare och snabbare sträckning Kallhäll–Kolbäck. Sträckan Arboga–Örebro har nybyggts enkelspårigt (med ett 10 km långt mötesspår), klart 1997. Den sträckan har byggts endast för persontrafik och har branta backar (upp till 25‰), men där finns den gamla banan via Frövi kvar parallellt. Järnvägen har fått 250 km/h som teoretiskt möjlig toppfart längs delar av banan, i första hand Kungsängen–Västerås, något som i praktiken kommer att kunna utnyttjas först då ett nyare signalsystem införts och höghastighetståg satts i trafik.

## Utbyggnad av Mälarbanan

### Tomteboda–Kallhäll
Mälarbanan är en viktig del av järnvägsnätet och förbinder Örebro, Västerås och Enköping med fjärr- och regionaltågstrafik med Stockholm. Mälarbanan är också en del av Stockholms lokala pendeltågsnät. Mälarbanans två järnvägsspår, på den 20 kilometer långa sträckan mellan Tomteboda och Kallhäll i nordvästra Stockholm, är en av landets mest trafikerade. Anledningen till det är att det är många tåg som går på banan, men också att de är av olika typ som har olika uppehållsmönster. Fjärrtåg och regionaltåg måste köa bakom de lokala pendeltågen, som stannar vid varje station. Trafikverket bygger sedan 2012 ut järnvägen mellan Tomteboda och Kallhäll från två spår till fyra. Då kan fjärr- och regionaltåg fritt köra om pendeltåg, och kapaciteten och medelhastigheten ökar och förseningsrisken minskar. Kostnaden är beräknad till 19,5 miljarder enligt 2017 års prisindex.
Barkarby–Kallhäll: På sträckan Barkarby–Kallhäll, som är den första delsträckan, färdigställdes utbyggnaden av fyrspår under 2016. I projektet ingick även ombyggnad av Jakobsbergs station samt nybyggnad av stationerna Kallhäll och Barkarby. 
Tomteboda–Barkarby: Sträckan Barkarby–Spånga blev färdigställd sommaren 2019. Kvar återstår utbyggnad på delsträckan mellan Huvudsta och Duvbo. På sträckan planerar Trafikverket att bygga järnvägen i en tunnel under centrala Sundbyberg där byten kan ske med gångavstånd till tunnelbanan och Tvärbanan. På den mark som tidigare togs i anspråk av järnvägen planerar nu Sundbybergs kommun för bostäder, kontor, service och allmänna platser. Initialt beräknades sträckan vara färdigställd till 2025 men har försenats till 2028. En ny station kommer anläggas i Huvudsta i samband med utbyggnaden till fyra spår. Arbetet pausades på grund av avsaknaden av olika tillstånd och i januari 2024 var prognosen för ett färdigställande av utbyggnaden satt till 2042, 30 år efter byggstart av första etappen fyrspår på sträckan Barkarby–Tomteboda.

### Örebro–Kolbäck
Sträckan Örebro–Kolbäck består av enkelspår som delvis klarar 200 km/h, delvis äldre långsammare bana. Trafikverket har 2016 genomfört en studie där sträckan på längre sikt (över 20 år) föreslås byggas om till dubbelspår. På kortare sikt behövs fler mötesspår.

## Tunnlar
Längs Mälarbanan finns mellan Västerås resecentrum och Kallhälls pendeltågsstation åtta tunnlar: Ullbrotunneln 321 meter, Håbotunneln 411 meter, Svartvikstunneln 540 meter, Dalkarlstunneln 142 meter, Stäksundstunneln 123 meter, Stäkettunneln 422 meter, Trappebergstunneln 130 meter och Båghustunneln 565 meter.

## Bilder

Tunnlar
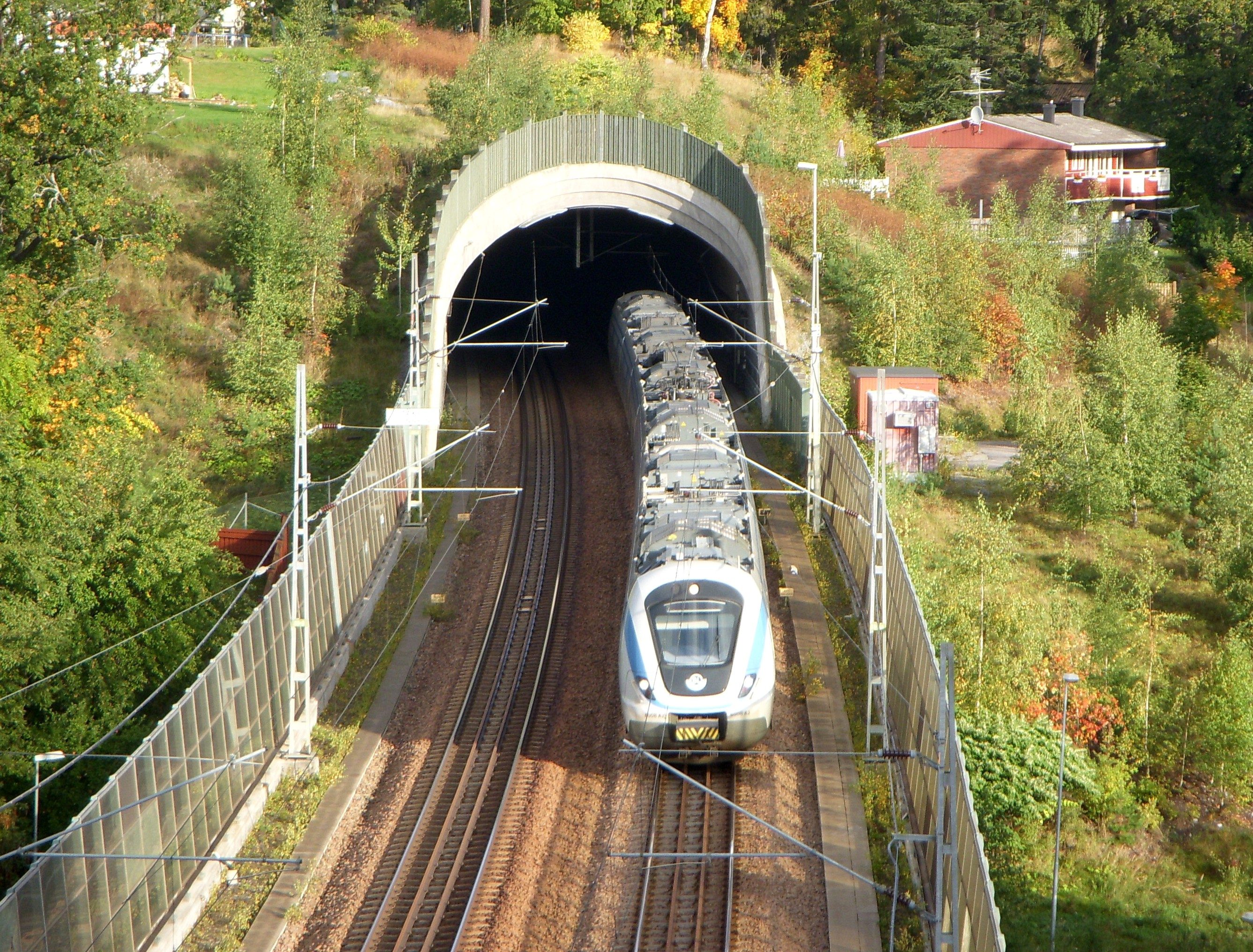
Stäkettunneln (422 m)
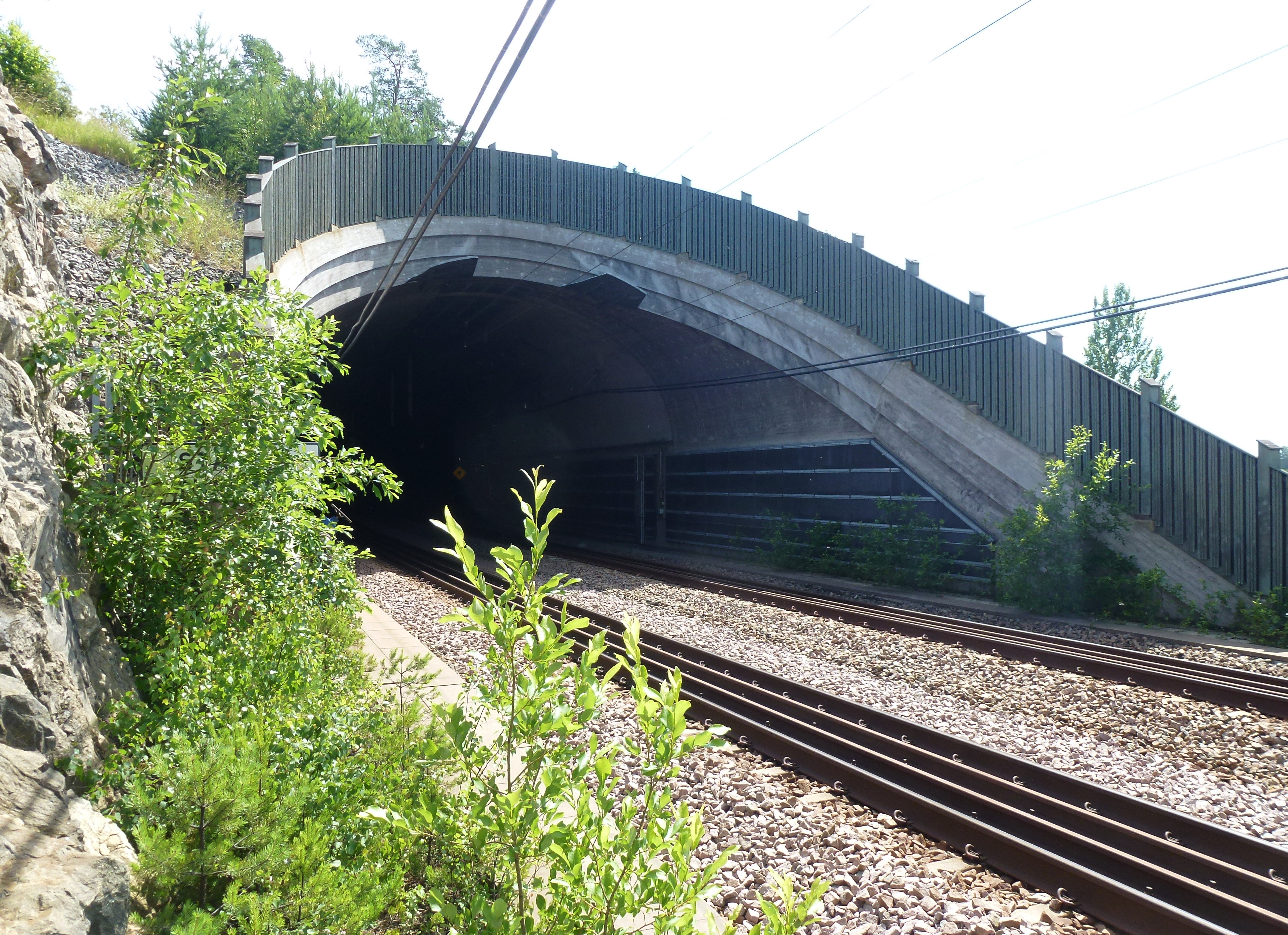
Stäksundstunneln (123 m)
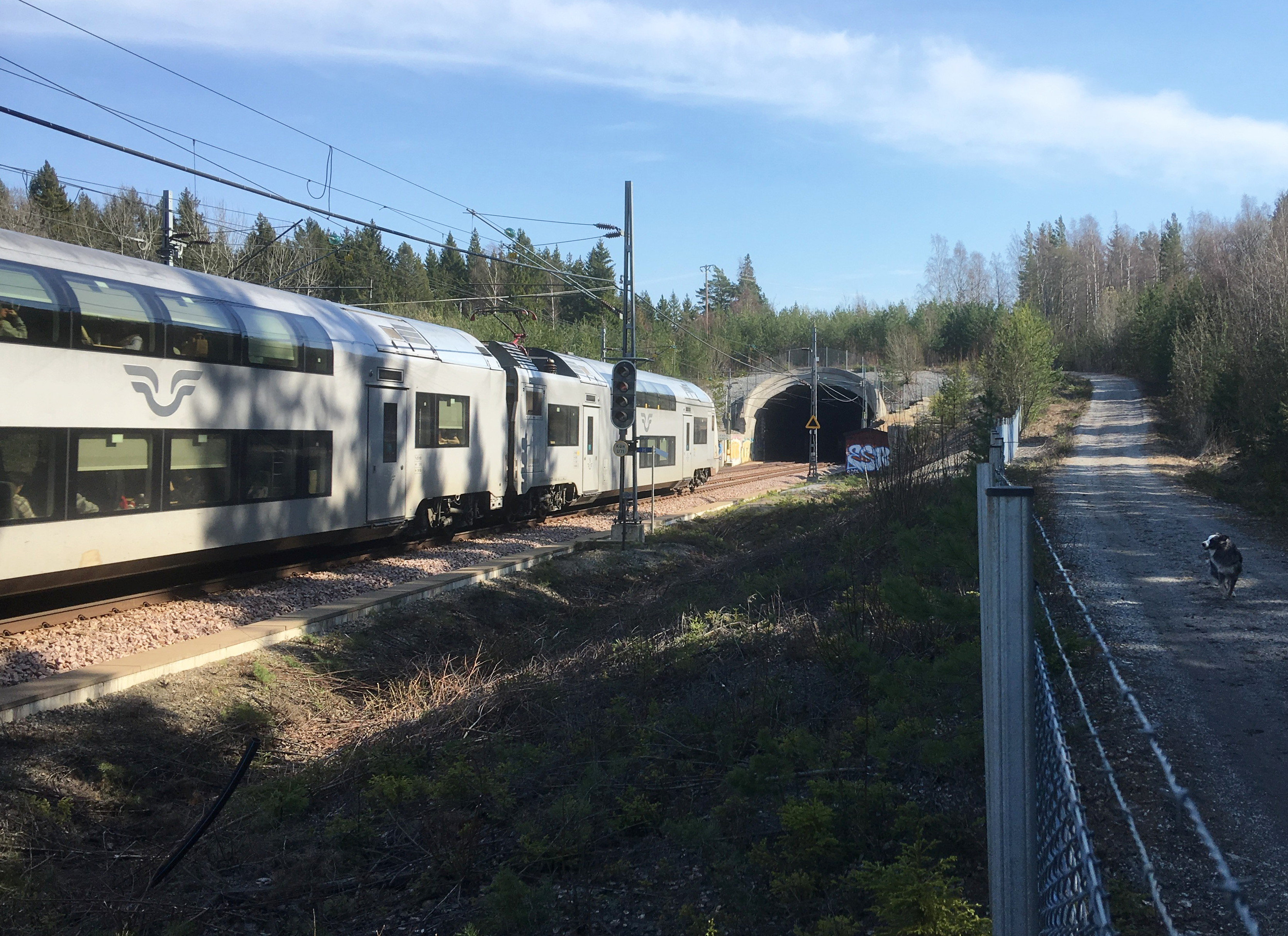
Dalkarlstunneln (109 m)
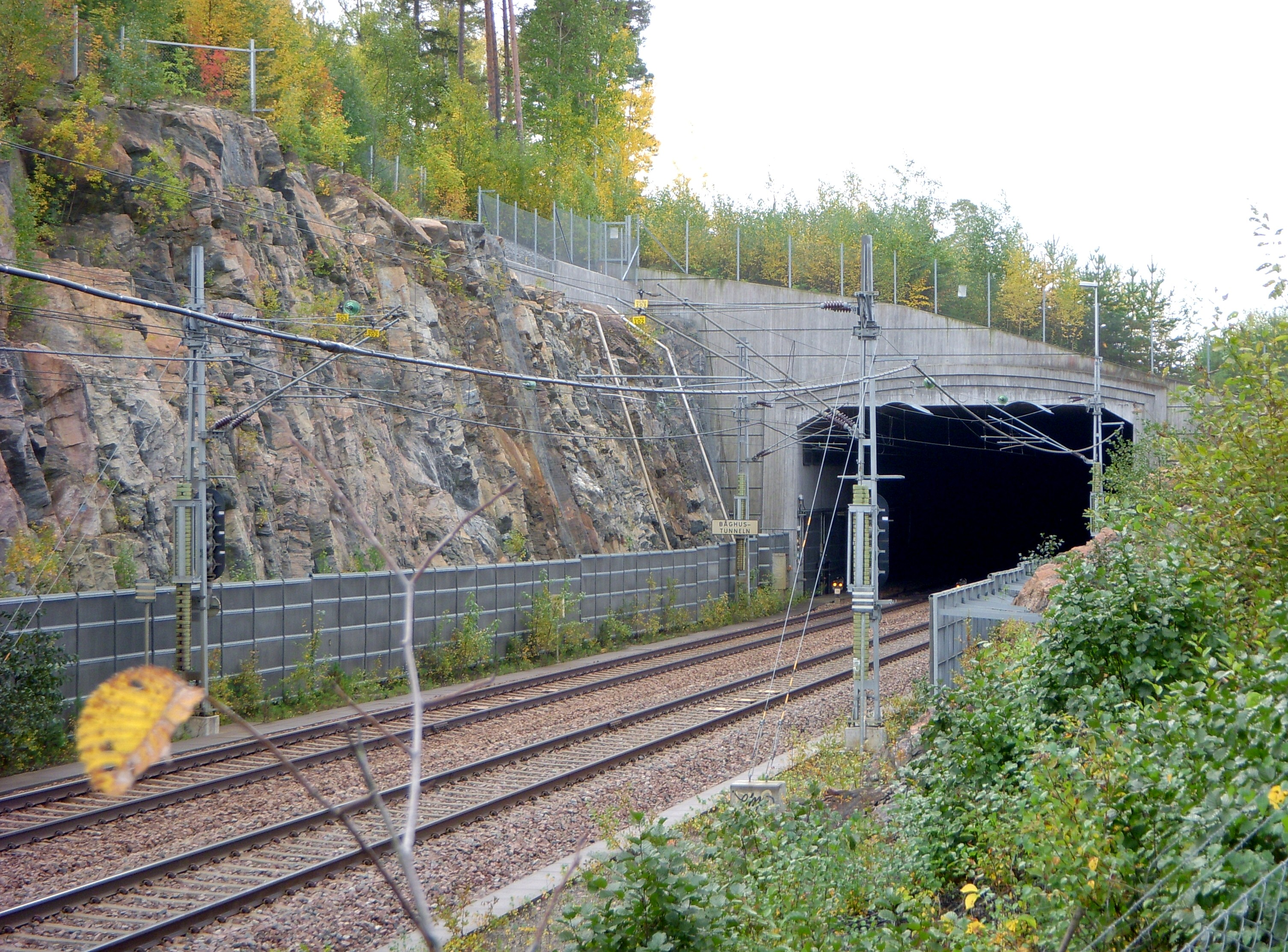
Båghustunneln (564 m)
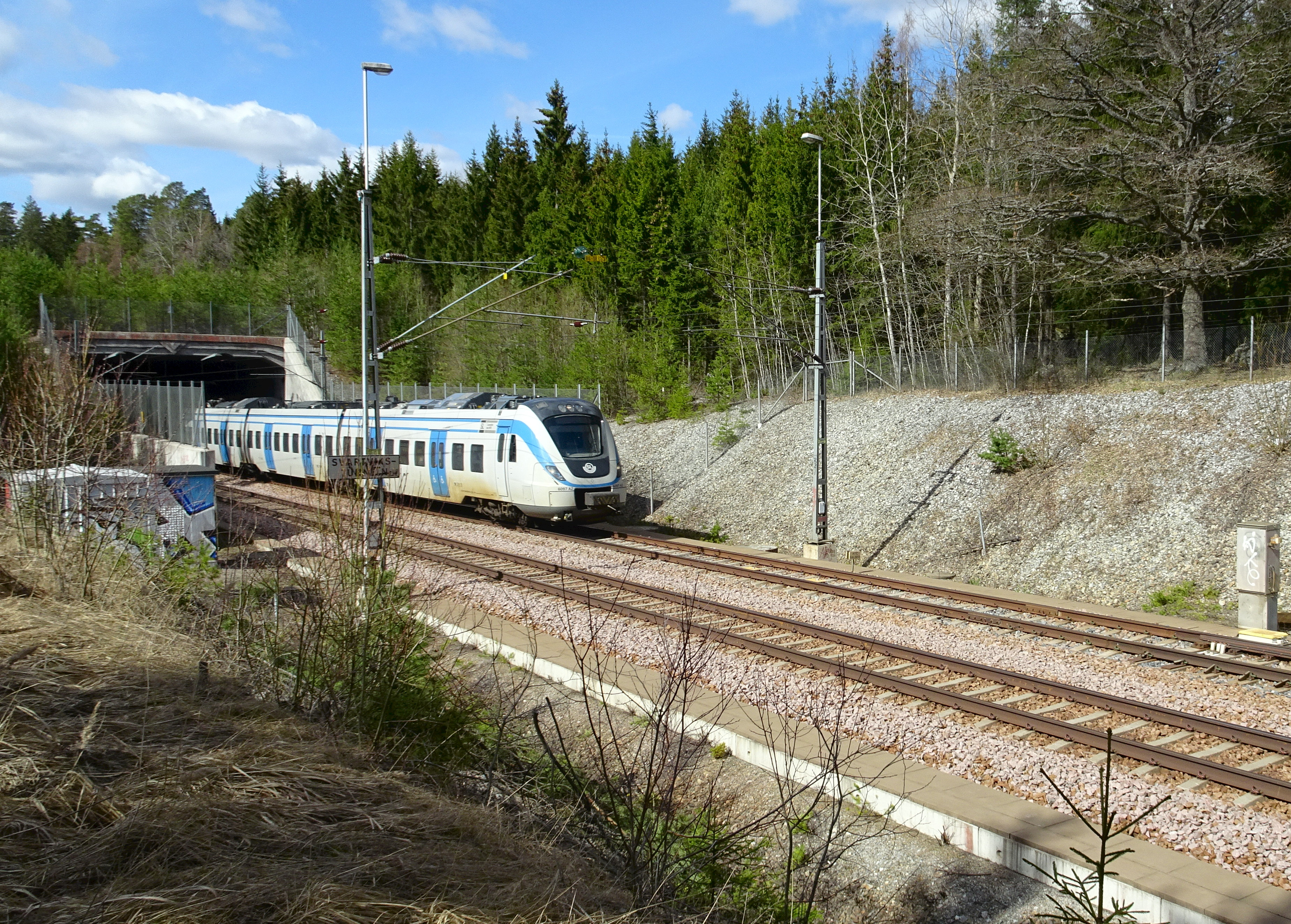
Svartvikstunneln (540 m)

Övrigt
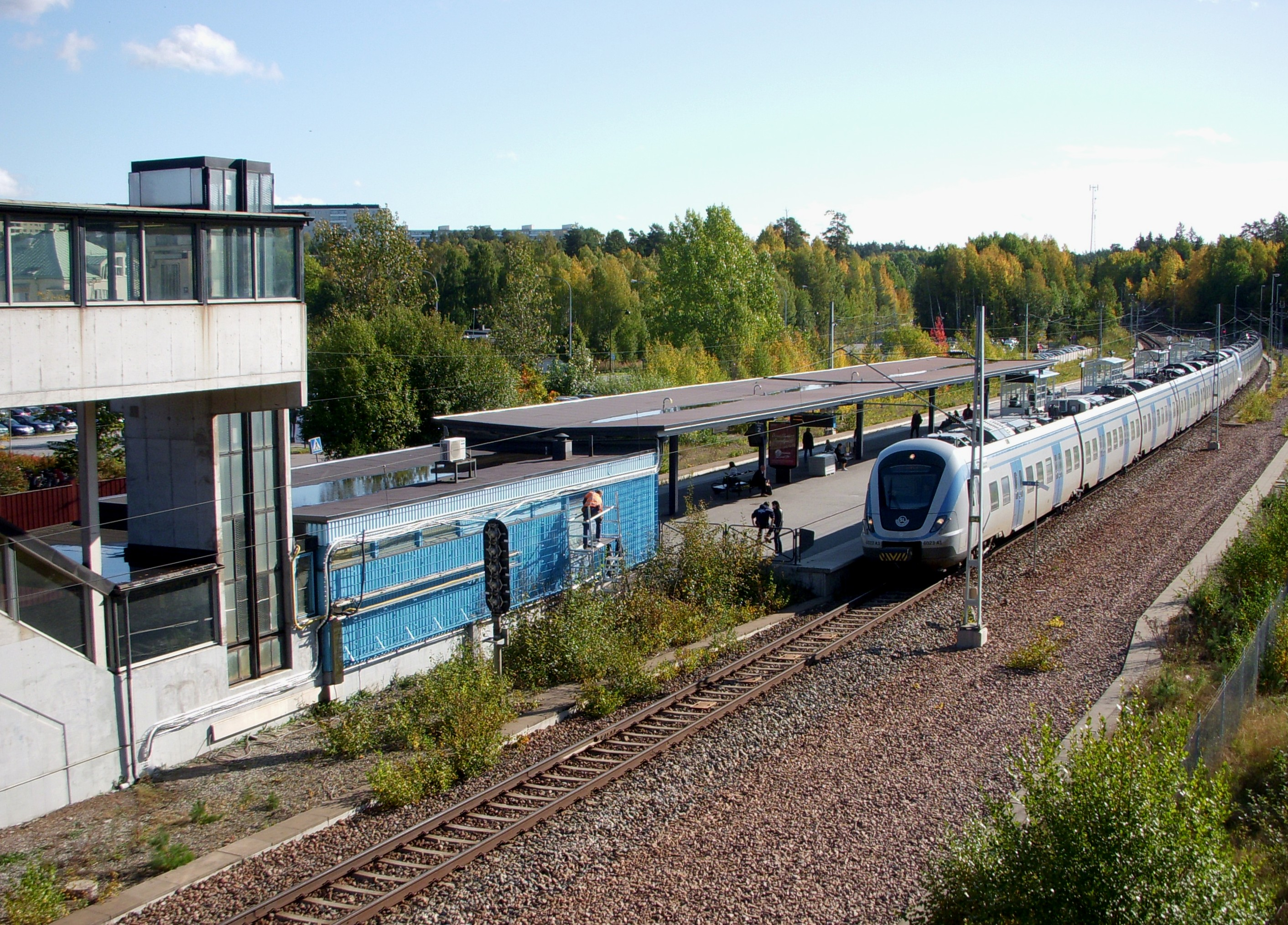
Kallhäll station före ombyggnad
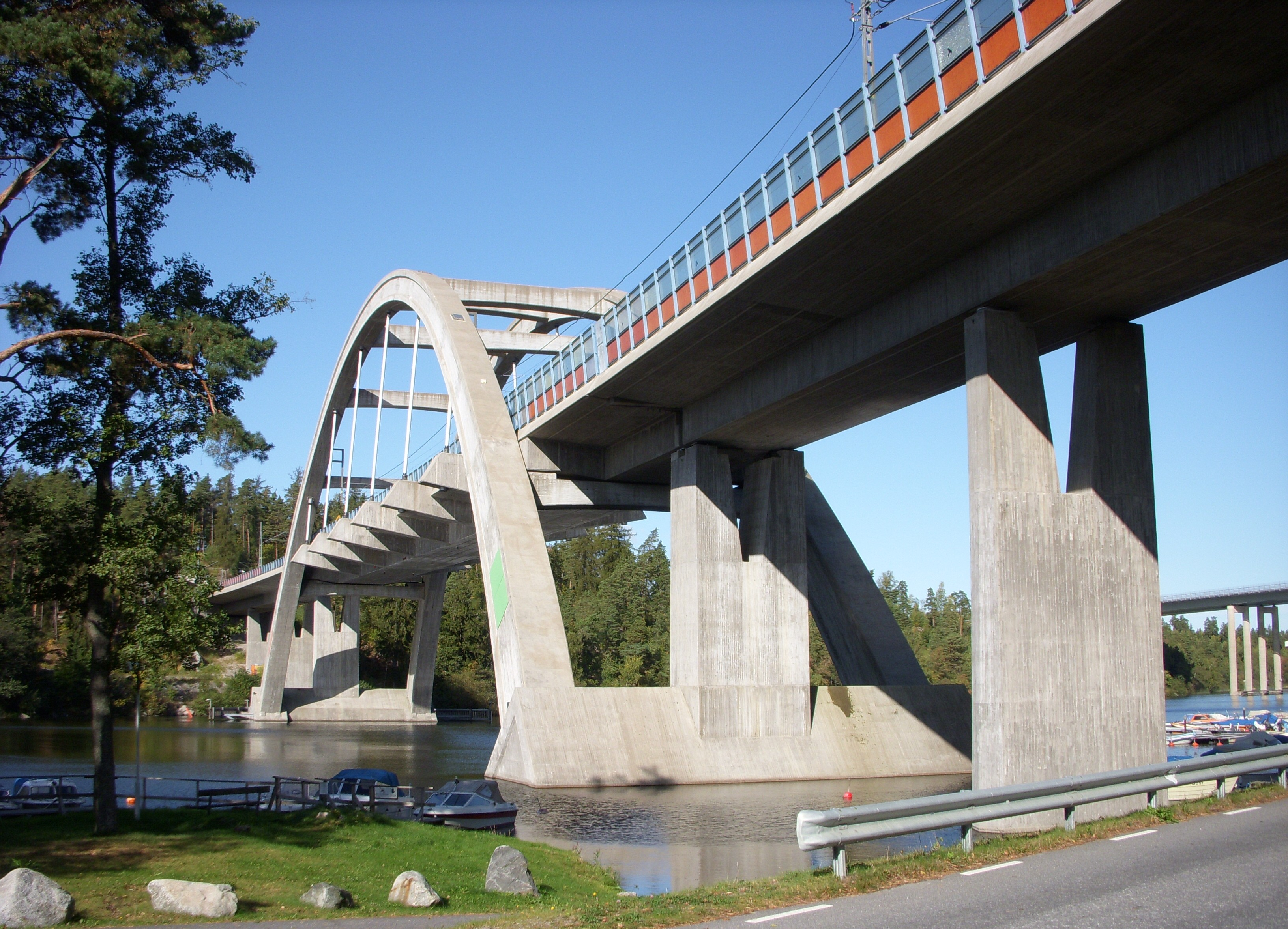
Stäketbron
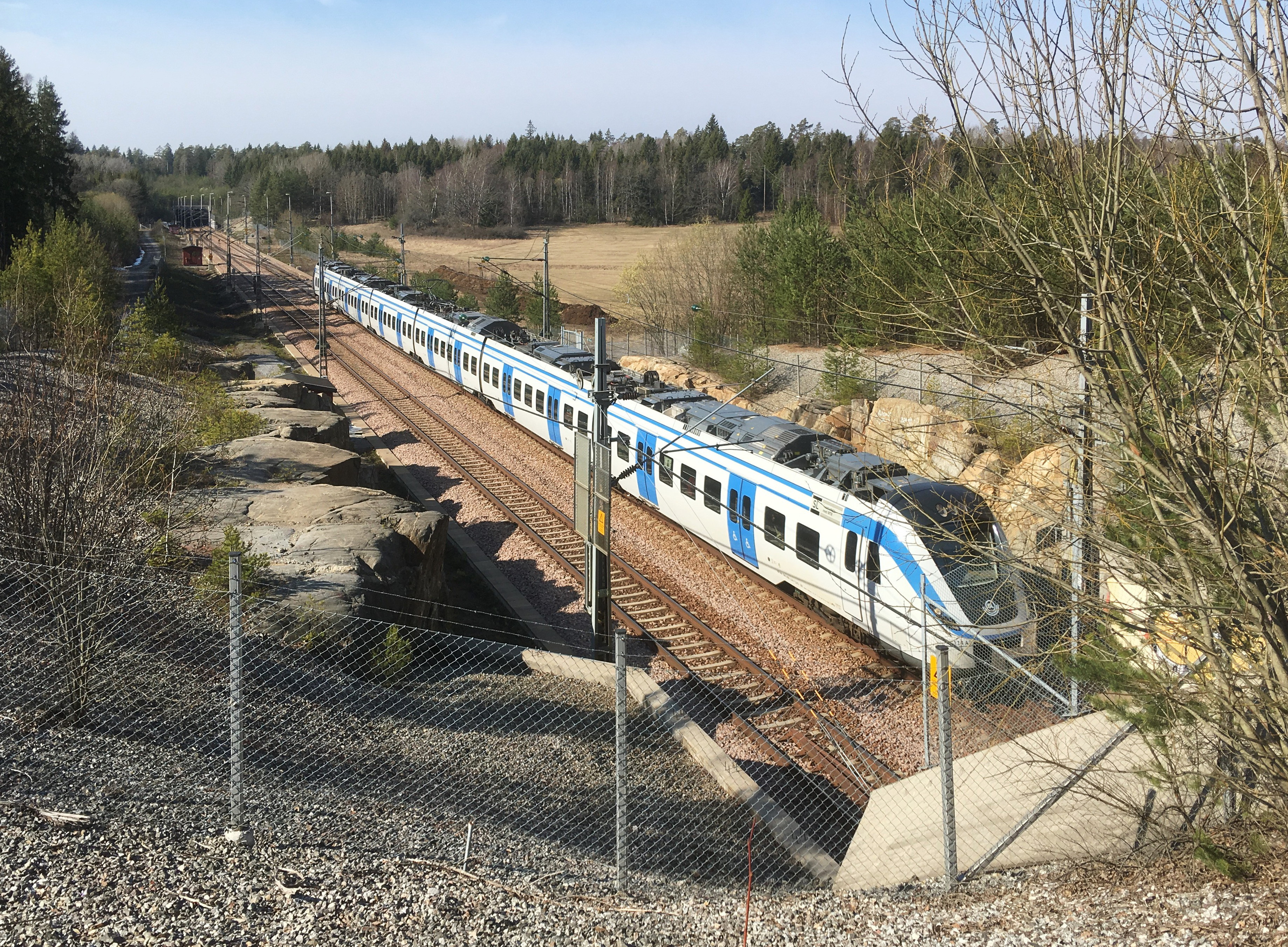
Pendeltåg mellan Dalkarlstunneln och Stäksundstunneln
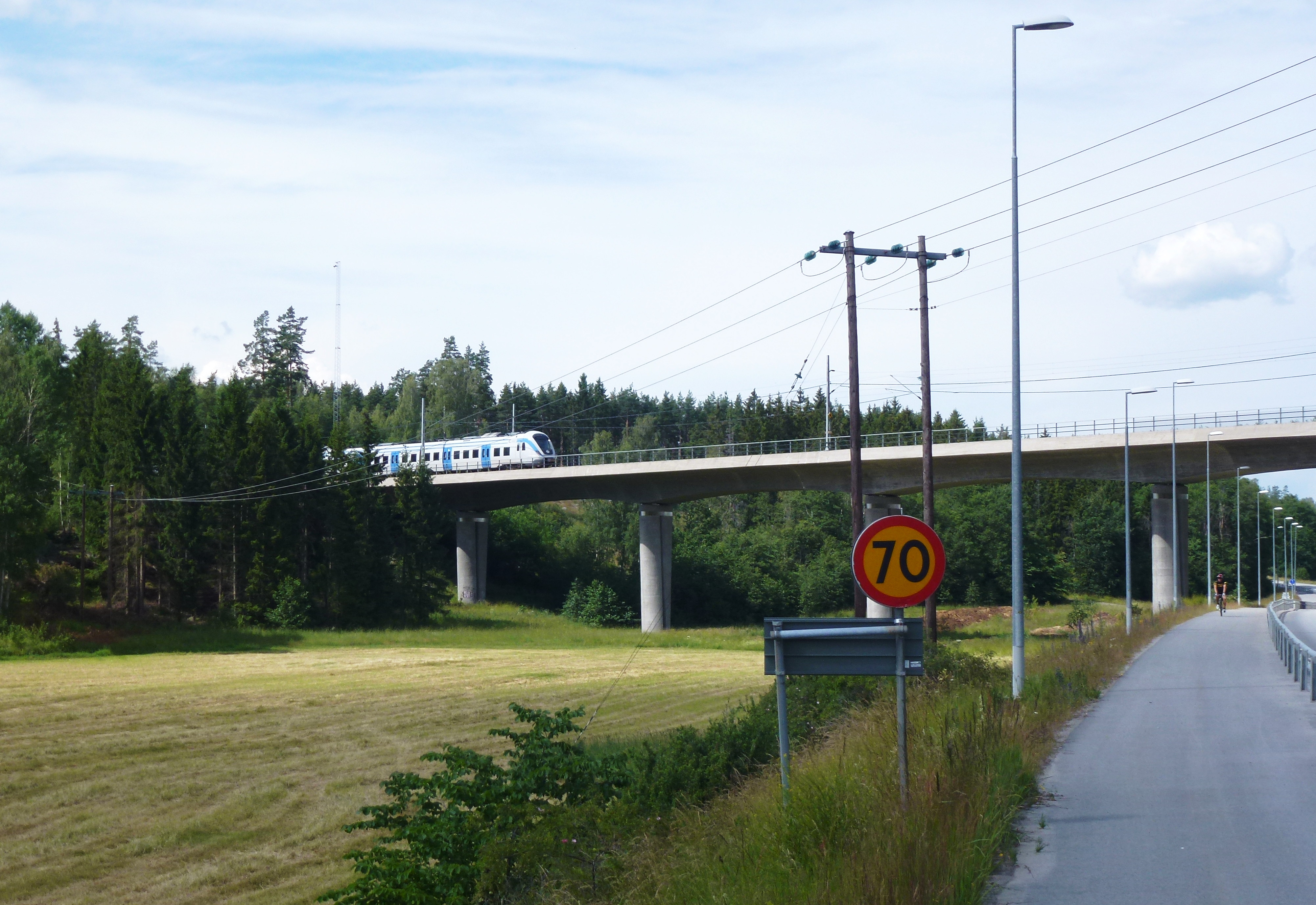
Ny järnvägsviadukt på Stäksön
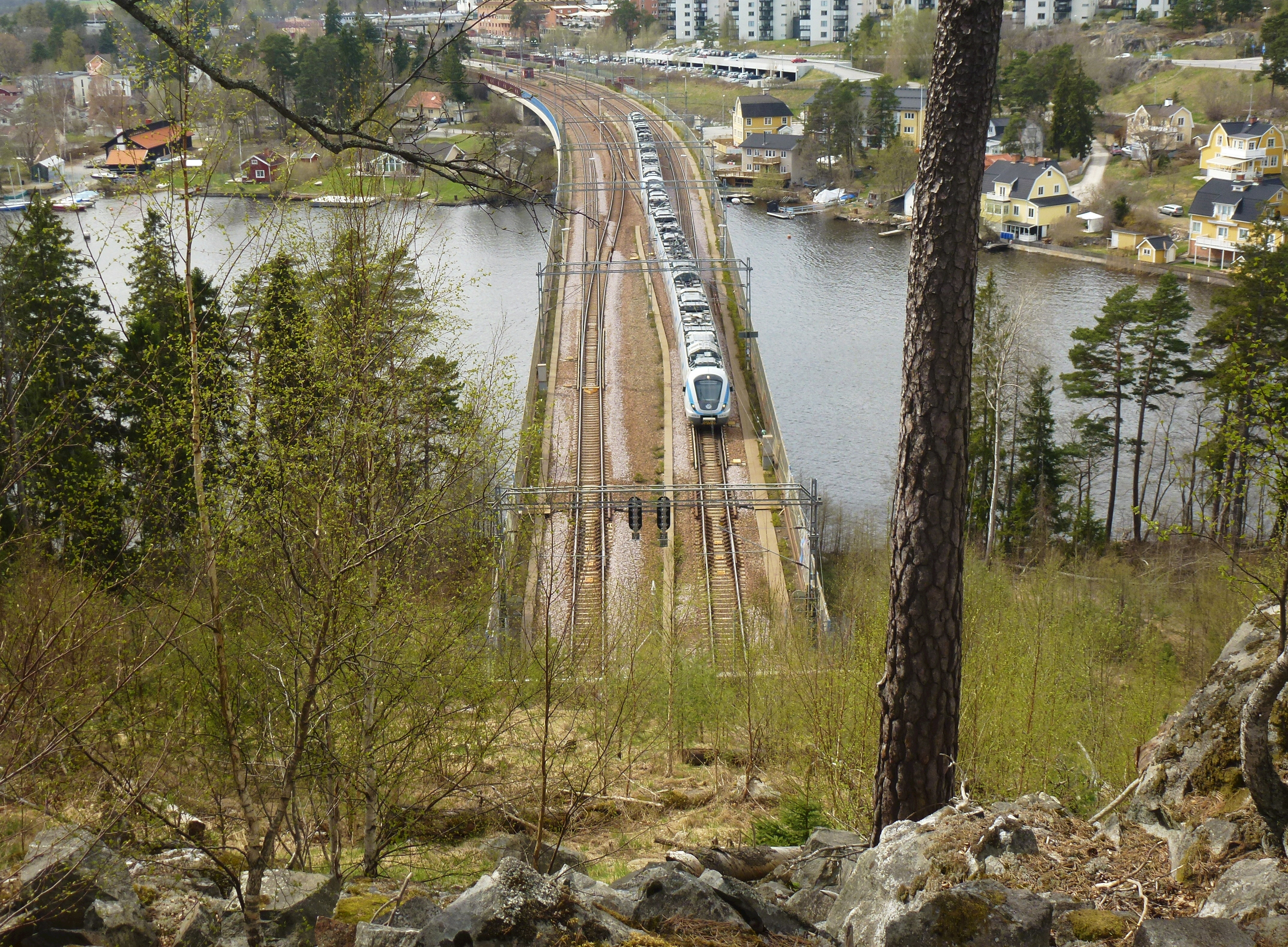
Pendeltåg över Stäksundet vid Kungsängen